# St. Nikolai (Lichtenhain)

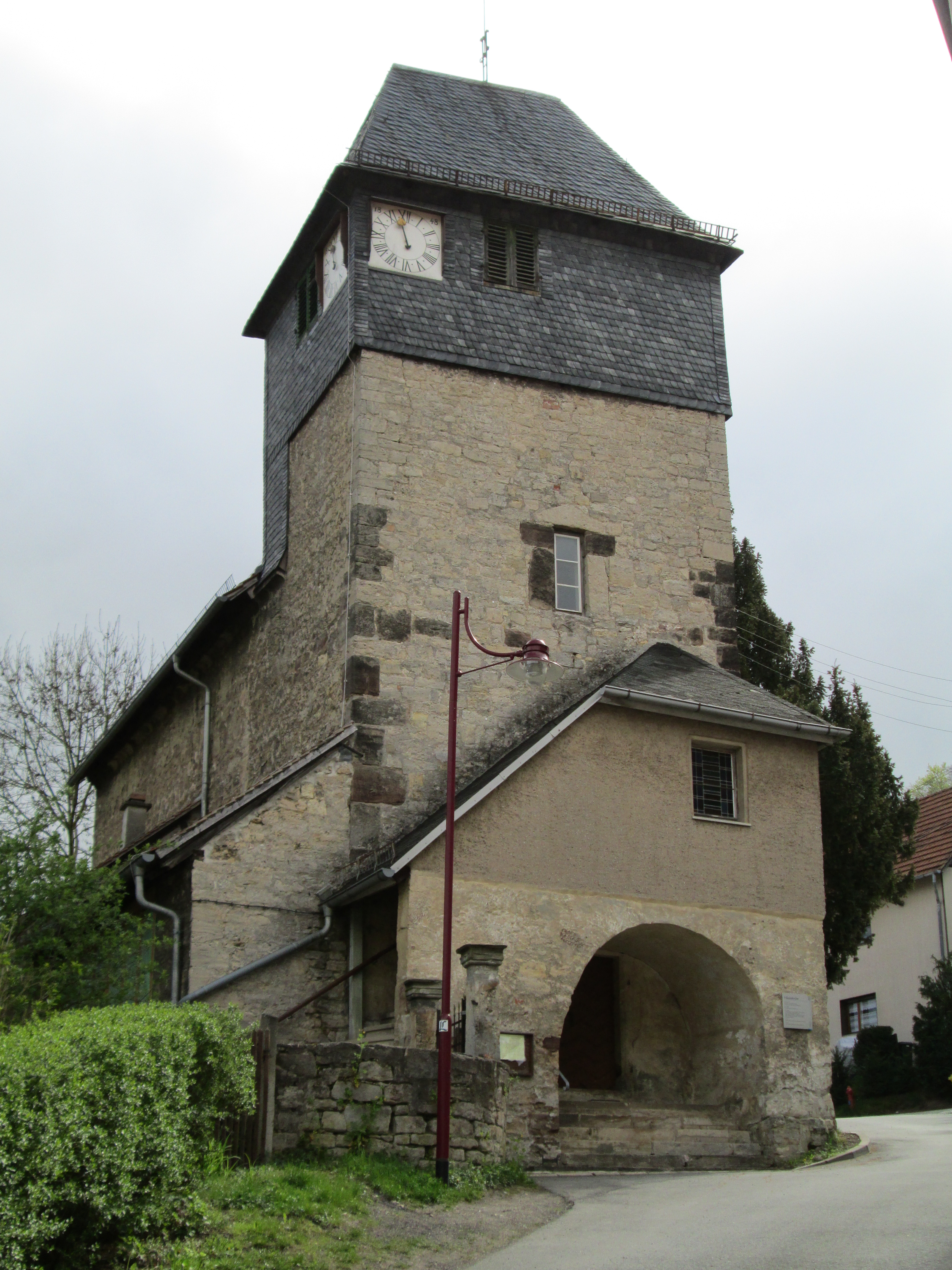
Die Kirche

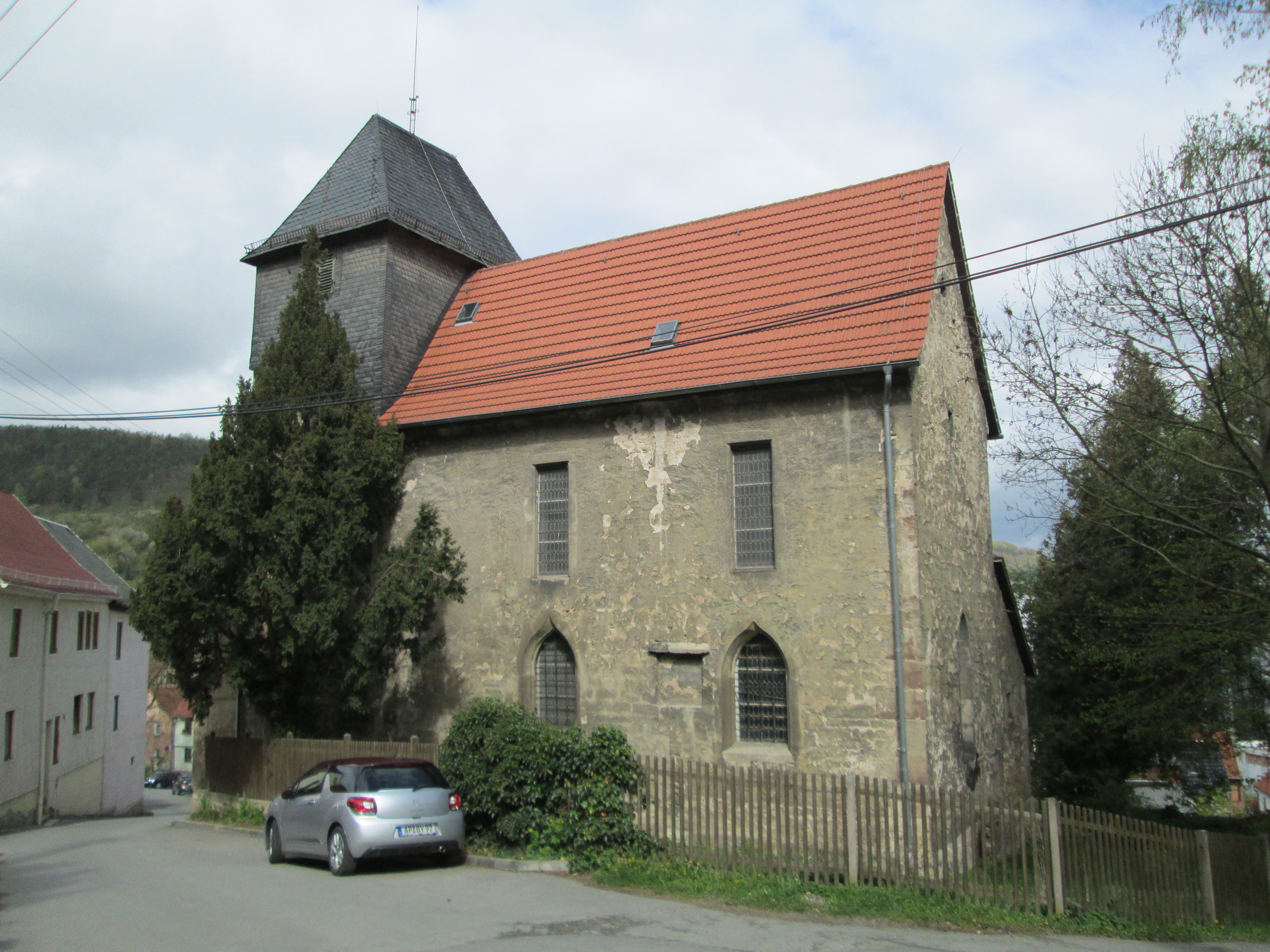
Seitenansicht

Die Dorfkirche St. Nikolai steht im Ortsteil Lichtenhain der Stadt Jena in Thüringen.

## Lage
Die Dorfkirche in Lichtenhain befindet sich an einem Hang über dem westlichen Saaletal. Sie besitzt eine Umfassungsmauer mit Schießscharten und liegt an einer Quelle. Im Osten befindet sich der Dorfteich. Zu beiden Seiten fällt das Gelände stark ab.

## Geschichte
Diese evangelische Pfarrkirche war eine Wehrkirche. Der Westturm besitzt ein Walmdach und die Saalkirche ein Satteldach. Ursprünglich wurde das Gebäude Ende des 12. Jahrhunderts als romanische Kirche mit Turm und Teilen des Langhauses erbaut, dieses wurde um 1300 erweitert. Aus dem Jahr 1500 ist die Sakristei. Sie liegt an der Nordseite des Chors und hat zwei Fenster mit der Inschrift 1506. An der nördlichen Außenwand ist ein Wandmalereizyklus teilweise erhalten, der um 1420 entstand. Diese Armenbibel setzte sich ursprünglich aus 78 Bildern zusammen und stellt Szenen aus dem Alten und Neuen Testament dar. 1723 wurde ein barocker Kanzelaltar eingebaut, 1895 erfolgte eine Renovierung und 1968 wurde die Ausstattung dem Zeitgeist entsprechend erneuert.

## Ausstattung
- Die Glocken wurden 1696 und 1771 von der Firma Rose aus Volkstedt und 1801 eine aus Apolda angeschafft
- Der barocke Altar wurde 1723 errichtet
- Die Orgel wurde 1881 für 2350 Mark gekauft[1]